# Sovrani di Lituania
Nella categoria dei sovrani di Lituania si annoverano i capi di stato attivi nel sistema di monarchia assoluta ed ereditaria della Lituania di epoca medievale e moderna. Nella storia della Lituania si possono grosso modo individuare tre principali dinastie rimaste al potere: il Casato di Mindaugas, i Gediminidi e gli Jagelloni. Ad ogni modo, il solo e unico re ad essere stato incoronato ufficialmente fu Mindaugas I verso la metà del Duecento. Il successore, suo nipote Treniota (al potere dal 1263 al 1264), non adottò il titolo di re né fu sottoposto a una cerimonia di incoronazione, come del resto sarebbe accaduto anche ai suoi successori. Ciononostante, nei secoli successivi si susseguirono alcuni tentativi di ottenere una corona che terminarono senza un esito positivo. È questo sia il caso di Vitoldo il Grande nella prima metà del XV secolo sia quello di Mindaugas II nel 1918. Riassumendo in sintesi, la monarchia ereditaria in Lituania fu istituita per la prima volta nel XIII secolo durante il regno di Mindaugas I e ufficialmente ristabilita come monarchia costituzionale l'11 luglio 1918, per poi essere abbandonata subito dopo, il 2 novembre 1918.
Attualmente la Lituania è una democrazia rappresentativa e vanta un sistema semipresidenziale (si veda presidenti della Lituania) basato sulla sovranità popolare, come afferma l'attuale Costituzione della Lituania, e non ha una monarchia.

## Storia

### Antefatti
Prima che la Lituania divenisse uno Stato unito, erano varie le tribù baltiche che popolavano la regione. È stato possibile ricostruire qualche informazione sui sovrani che ressero le diverse entità territoriali prima del 1230 grazie a un elenco dei duchi della Lituania attivi in quel frangente storico.

### Anni 1230-1263

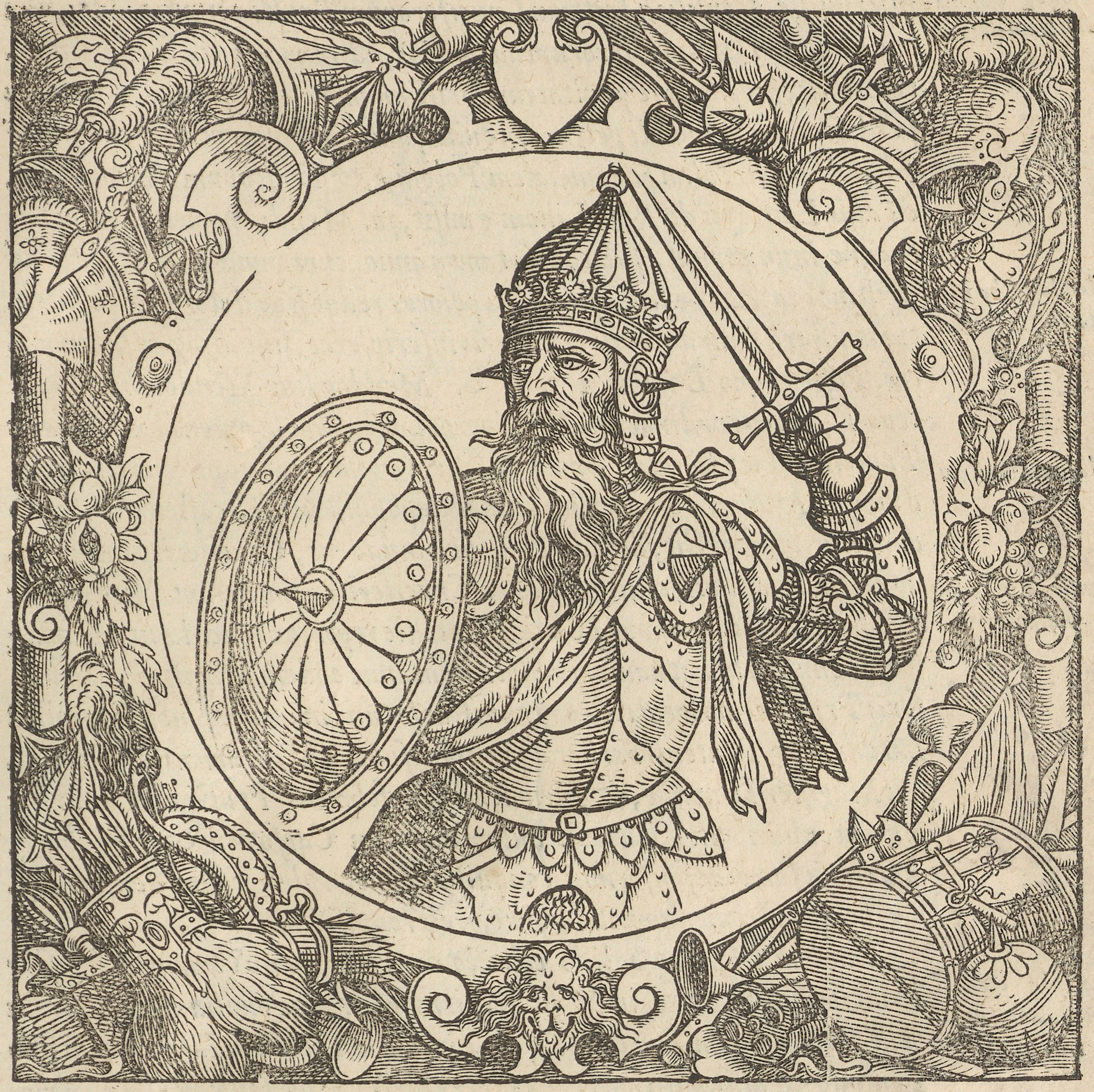
Mindaugas in un'illustrazione postuma di Alessandro Guagnini del 1578

La Lituania nacque come entità territoriale attorno al 1230 quando, minacciate dai Cavalieri portaspada al nord e dai Cavalieri Teutonici ad ovest, le tribù baltiche si coalizzarono grazie alla politica di unione compiuta da Mindaugas. Nel tentativo di porre un argine agli attacchi dei cristiani per concentrarsi sulla sua espansione a est, egli decise di convertirsi al cristianesimo e farsi nominare monarca con l'approvazione della Santa Sede. Nel 1250 o 1251 fu battezzato secondo il rito cattolico. Nel 1253, probabilmente a Vilnius o a Navahrudak, lui e sua moglie Morta furono incoronati re e regina, stabilendo così un'alleanza che durò per breve tempo con l'Ordine di Livonia. Questo evento gettò le basi per il riconoscimento internazionale del neonato regno di Lituania come Paese occidentale.

### Tentativi di incoronazione di Vitoldo (r. 1401-1430)
Nel 1386, a più di un secolo di distanza dalla morte di Mindaugas (1263), Jogaila assunse per matrimonio anche le redini della Polonia, divenendo da allora noto come Ladislao II Jagellone e cedendo il titolo di granduca di Lituania, malgrado detenesse quella carica nominalmente, a suo cugino Vitoldo. Quest'ultimo era ampiamente considerato alla stregua di re di Lituania dai sovrani europei e dai nobili lituani dell'epoca; non dovrebbe sorprendere a tal proposito la proposta di acquisizione della corona di Boemia avanzata nel 1422 e da lui rifiutata. Alcuni documenti storici suggeriscono che al momento della firma del trattato di Salynas, nel 1398, i nobili lituani avevano riconosciuto Vytautas come loro re come dichiarazione simbolica di fedeltà. Vytautas stesso cercò di dare vita ufficialmente a un proprio regno accarezzando più di una volta la prospettiva di un'incoronazione. Tuttavia, nessuno dei tentativi ebbe successo perché non vi erano le condizioni politiche favorevoli affinché ciò si realizzasse. Suo cugino Ladislao, su suggerimento dei nobili polacchi, rifiutò di fare in modo che la Lituania potesse vantare un proprio re. Una prima incoronazione era stata prevista per l'8 settembre 1430, ma dopo che una delle delegazioni che trasportava la corona venne a sapere che gli altri delegati erano stati derubati durante il viaggio verso la Lituania, essa tornò a Norimberga. Pur avendo pianificato la sua incoronazione almeno altre due volte, Vitoldo morì senza mai ricevere una corona.

### 1564-1795
Nel 1564, il re di Polonia e granduca di Lituania Sigismondo II Augusto rinunciò ai suoi diritti sul trono ereditario lituano, con il risultato che la cerimonia di insediamento e le insegne separate del granduca di Lituania furono abolite. Il 1º luglio 1569, Sigismondo II Augusto unì entrambi i Paesi in un'unica nazione, la Confederazione polacco-lituana, la quale esistette per i successivi 226 anni. L'Unione prevedeva una parziale riduzione territoriale della Lituania e dei cambiamenti costituzionali come la creazione di una formale monarchia elettiva, che avrebbe regnato contemporaneamente su entrambi gli Stati. Dopo la morte di Sigismondo II nel 1572, il titolo di "Granduca di Lituania" fu fuso con quello della Corona polacca al momento dell'accesso al trono, perdendo così il suo precedente significato istituzionale. Durante il Diluvio, nell'ambito della seconda guerra del Nord, l'Unione si disintegrò temporaneamente nel 1655, quando i magnati del Granducato di Lituania firmarono de iure l'Unione di Kėdainiai con l'Impero svedese. La Confederazione cessò definitivamente di esistere nel 1795, in seguito alla Terza spartizione della Polonia compiuta da parte delle potenze confinanti, ovvero la Prussia, la Russia e l'Austria. In seguito alle spartizioni, le terre della Lituania etnica furono divise, in quanto la Lituania Propria divenne parte dell'Impero russo, mentre la Sudovia confluì del Regno di Prussia.

### 1918

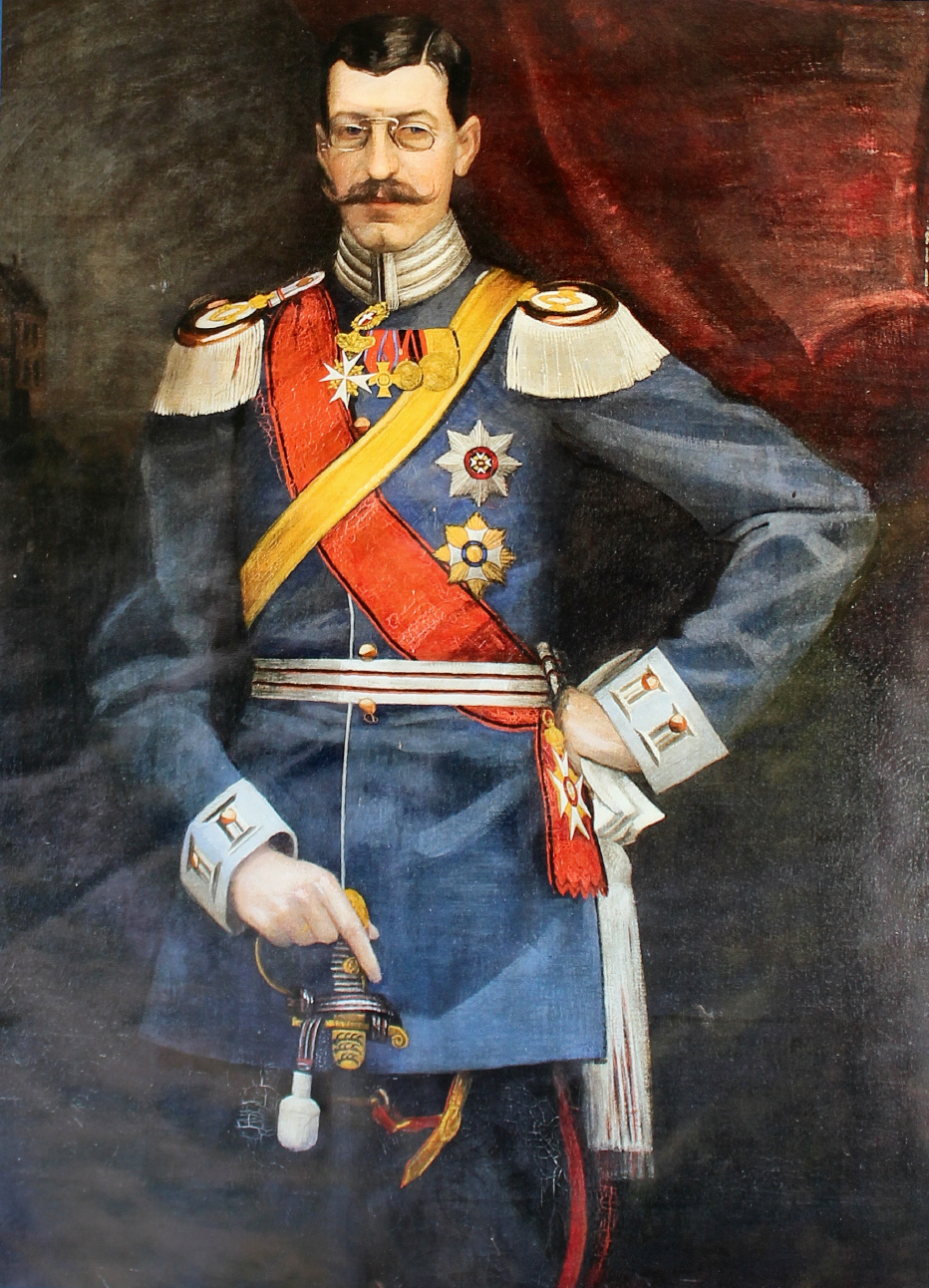
Wilhelm Karl von Urach (Mindaugas II)

La Lituania continuò a non godere dell'indipendenza anche quando l'Impero russo si ritirò dalla prima guerra mondiale, poiché il territorio venne occupato dai tedeschi e confluì nell'unità amministrativa dell'Ober Ost.
L'Impero tedesco intendeva integrare la Lituania nella Prussia o nella Sassonia, in quanto si trattava di territori che erano stati assegnati alla Russia dopo il 1795 e che erano stati conquistati dai tedeschi durante la prima guerra mondiale. Nel tentativo di scongiurare il rischio di diventare una provincia e al contempo nella speranza di preservare in buoni rapporti con Berlino, il Consiglio di Lituania decise di istituire una monarchia costituzionale separata con a capo Wilhelm von Urach come re e di assegnare come sua residenza il Palazzo di Verkiai. In un documento comprensivo di dodici punti che assomigliava a una sorta di proto-Costituzione, si prevedeva che il regno di Lituania avrebbe dovuto disporre di un sistema bicamerale e di un monarca puramente rappresentativo. A Wilhelm von Urach vennero poste anche delle condizioni, come l'adozione del titolo di Mindaugas II, la possibilità di far frequentare ai propri figli una scuola lituana, la nomina di membri della corte, di ministri e di altri funzionari pubblici di alto livello che fossero cittadini lituani e si esprimessero nella lingua ufficiale del Paese, ovviamente il lituano, nonché il divieto di lasciare lo Stato per più di due mesi all'anno senza il permesso del governo. Tuttavia, mentre la guerra volgeva al termine, divenne chiaro che la Germania stava vivendo una fase di grossa difficoltà. Il 5 ottobre 1918, nel Reichstag il nuovo cancelliere della Germania Massimiliano di Baden annunciò che il suo Stato riconosceva il diritto delle nazioni all'autodeterminazione e che sosteneva i loro sforzi per diventare Paesi indipendenti. Poco dopo, la Germania espresse il suo sostegno ufficiale all'indipendenza della Lituania. In quel frangente, i diplomatici della Francia comunicarono in maniera inequivocabile al Consiglio di Lituania e al Parlamento che la nomina un monarca di origine tedesca sarebbe stata considerata inaccettabile. Il 2 novembre 1918, poiché lo stesso re Mindaugas esitava a giungere in Lituania per l'incoronazione a causa di disordini politici, il Consiglio decise di abbandonare l'idea di dare vita una monarchia satellite e di istituire invece una repubblica pienamente indipendente.

### 1918-XXI secolo
Dopo una breve parentesi sovietica, la Lituania riguadagnò la sua autonomia e preservò tale condizione fino al 1940, quando vide la luce una repubblica sovietica costituita dall'URSS. A seguito della seconda guerra mondiale, la Lituania tornò ad essere parte dell'Unione Sovietica, riguadagnando la sua indipendenza soltanto dall'11 marzo 1990, quando si dichiarò una repubblica sovrana.

## Titoli

### Re
Il titolo completo del re lituano dal 1253 al 1263 era:
- In lituano: Iš Dievo malonės, Lietuvos karalius.
- In latino: Dei Gratia Rex Lettowiae.
- In italiano: Per grazia di Dio, re della Lituania.

Man mano che il territorio della Lituania si espandeva verso est, altri granduchi con titolo di re che governavano il Paese adottarono titoli simili per presentarsi all'estero. Alcuni granduchi furono comunque ritenuti alla stregua di re della Lituania, come ad esempio Gediminas (r. 1316-1341), riconosciuto come re da papa Giovanni XXII. A sua volta, nei suoi atti Gediminas si fregiava del titolo di (Dei Gratia) Letwinorum et (multorum) Ruthenorum Rex (Re dei Lituani e di molti Ruteni per grazia di Dio). Il suo successore Algirdas adottava il titolo di magnus rex, supremus princeps o velikii kniaz.

### Granduca
Si ritiene che il titolo di granduca di Lituania fu ufficialmente adottato nel 1413, ossia poco dopo la firma del Patto di Horodło. Fino ad allora, i monarchi precedenti si definivano con titoli diversi, compreso quello di re. Questa situazione si spiega perché in Lituania, a differenza della maggior parte delle altre monarchie europee, il granduca era un sovrano che non rendeva conto a nessuno e che esercitava la sua autorità su una serie di autorità minori, i duchi. Il titolo completo del Granduca di Lituania era:
- In lituano: Lietuvos didysis kunigaikštis.
- In latino: Magnus Dux Lithuaniae.
- In ruteno: Великій Кнѧзь Литовскій

In seguito all'unione di Krewo con la Polonia nel 1385, il titolo latino completo fu convertito in Dei Gratia Rex Poloniae Magnus Dux Lithuaniae (Per Grazia di Dio, Re di Polonia e Granduca di Lituania).

## Elenco

### Ducato, Regno e Granducato di Lituania (anni 1230-1569)
- Mindaugas, dagli anni 1230 duca di Lituania e dal 1253 re fino alla sua morte, avvenuta nel 1263 per mano del nipote che gli succedette al trono
- Treniota (1210 circa-1264) venne deposto l'anno della morte dal figlio di Mindaugas che gli succedette
- Vaišvilkas (morto il 9 dicembre 1268), abidcò l'anno prima della morte a favore del cognato che gli succedette
- Švarnas (fra il 1236 e il 1240-1270 circa)
- Traidenis
- Daumantas (morto attorno al 1285)

Con Vaišvilkas ha fine la dinastia di Mindaugas. Con Butigeidis ha inizio quella di Dinastia di Gediminas:
- Butigeidis (morto fra il 1290 e il 1292) a cui succedette dal fratello
- Butvydas (morto nel 1295)
- Vytenis
- Gediminas
- Jaunutis (1300 circa-dopo il 1366)
- Algirdas
- Jogaila, annetté la Polonia nel 1386 ed è considerato il fondatore della dinastia degli Jagelloni fu deposto brevemente dallo zio
- Kęstutis che venne ucciso nel 1382 e il trono tornò a
- Jogaila
- Vitoldo
- Švitrigaila
- Sigismund Kęstutaitis (1365 circa-20 marzo 1440)

Da questo momento la sovranità di Lituania e Polonia passa nelle mani degli Jagelloni che avevano unito i due paesi con l'Unione di Krewo del 1385, la numerazione dei sovrani venne tenuta comunque distinta dai due paesi la dinastia degli Jagelloni è considerata come la continuazione di quella dei Gediminis, giacché Jogaila era nipote di Gediminis per parte di padre
- Casimiro IV
- Alessandro
- Sigismondo I
- Sigismondo II Augusto

### Confederazione polacco-lituana (1569-1795)
La confederazione polacco-lituana nacque nel 1569, prevedeva che il re di Polonia venisse eletto dalla nobili famiglie della Lituania con il titolo di Granduca (nonostante questi fosse stato, sino ad allora, ereditario). Il primo a regnare in questo modo fu Sigismondo II Augusto. A seguito delle Spartizioni della Polonia avvenute fra il 1772 e il 1795 la confederazione cessò di esistere e la Lituania finì nell'orbita dell'Impero Russo.
- Sigismondo II Augusto
- Enrico V
- Anna
- Stefano I
- Anna
- Sigismondo III
- Ladislao IV
- Giovanni II Casimiro, abdicò per diventare monaco ponendo fine alla dinastia dei Waza
- Michele
- Giovanni III
- Augusto II
- Stanislao I
- Augusto II
- Stanislao I
- Augusto III
- Stanislao II Augusto

### Dominazione russa (1795-1918)
Con Stanislao II Augusto la Lituania e la Polonia vanno sotto la guida dell'Impero russo e vi restano sino al 1918
- Caterina II di Russia
- Paolo I di Russia
- Alessandro I di Russia
- Nicola I di Russia
- Alessandro II di Russia
- Alessandro III di Russia
- Nicola II di Russia

### Regno di Lituania
- Mindaugas II di Lituania

## Il monarchismo nella Lituania moderna
Sebbene attualmente non esistano partiti monarchici nella Lituania moderna, nel 1918 si formò un movimento favorevole alla nomina di un sovrano. Il movimento, insieme all'Unione reale della nobiltà lituana, ritiene che l'attuale Stato lituano non abbia seguito tutte le complicate procedure necessarie per abolire veramente la monarchia lituana. Nel corso di un'intervista, il maresciallo del Senato dell'organizzazione "Palazzo del Regno di Lituania", Stanislovas Švedarauskas: «Possiamo indicare la data specifica in cui il Regno della Lituania del Medioevo cessò di esistere e una di quando finì la monarchia costituzionale lituana del XX secolo? Secondo gli storici, quando Mindaugas I morì nel 1263, anche il regno era scomparso. Tuttavia, dopo quasi 100 anni, nel XIV secolo, Gediminas inviava le sue lettere proclamandosi "Re dei Lituani e di molti Ruteni". Nel novembre 1918, il Consiglio di Stato lasciò la questione di Mindaugas II all'Assemblea Costituente. E se è vero che quest'ultima dichiarò la Lituania una repubblica democratica il 15 maggio 1920, io non ho mai sentito parlare di una denuncia ufficiale da parte dell'Assemblea Costituente della dichiarazione del Consiglio di Stato dell'11 luglio 1918, che chiedeva di creare una monarchia costituzionale in Lituania e di invitare Mindaugas II a salire sul trono». Egli aggiunse inoltre: «Per la Lituania è necessario ripristinare il sistema monarchico, in quanto unirebbe la nazione e rappresenterebbe un meccanismo tipico degli Stati occidentali più sviluppati. La monarchia costituzionale può elevare la Lituania a uno Stato sociale e salvare il Paese da una profonda crisi morale». Tuttavia, il commentatore politico Česlovas Iškauskas replicò a tali affermazioni sostenendo che: «Nel 1918, la Germania esercitava una grande influenza. Ad oggi, l'idea di ristabilire la monarchia costituzionale e le attività del "Palazzo del Regno di Lituania" mi sembra una fantasia da immaginare quando non si ha niente di meglio da fare. Al momento la Lituania ha problemi molto più importanti: deve pensare a come affrontare le minacce attuali, non a una nuova monarchia».
Il principe Inigo von Urach, nipote di Wilhelm von Urach (Mindaugas II), ha sostenuto che, secondo l'Almanacco di Gotha, egli rimane il legittimo pretendente al trono lituano e si è dichiarato disponibile a diventare il re della Lituania, qualora la nazione lo volesse. Come ha sostenuto in un'intervista con la LRT, «non spetta a me deciderlo [l'idea di essere ufficialmente incoronato re], ma al popolo, ai cittadini della Lituania. Non spetta a me [decidere]. Ma prometto che se mi vorranno, sarò pronto per questo compito». L'erede ha altresì menzionato il fatto che Wilhelm von Urach aveva espresso nel suo testamento la volontà di «mantenere la pretesa del trono» della Lituania così come quello di Monaco (la madre di Wilhelm era Florestina di Monaco).